# Sascha Bigalke
Sascha Bigalke (Berlín, 8 de gener de 1990) és un futbolista alemany que actualment juga de centrecampista pel Hertha BSC.